# Église Saint-Martin de L'Isle-sur-Serein
Pour les articles homonymes, voir Église Saint-Martin.
L'église Saint-Martin est une église catholique située à L'Isle-sur-Serein, en France.

## Localisation
L'église est située dans le département français de l'Yonne, sur la commune de L'Isle-sur-Serein. Elle occupe le côté est de la place de la Fontaine, au centre du village.

## Description
Le fronton de l'église arbore la devise « Liberté, Égalité, Fraternité ».

## Historique
L'église est édifiée en 1837.
L'édifice est inscrit au titre des monuments historiques par arrêté du 30 janvier 1991.